# Rhynchagrotis confusa
Rhynchagrotis confusa är en fjärilsart som beskrevs av Smith 1887. Rhynchagrotis confusa ingår i släktet Rhynchagrotis och familjen nattflyn. Inga underarter finns listade.